# Palermo (Montevideo)

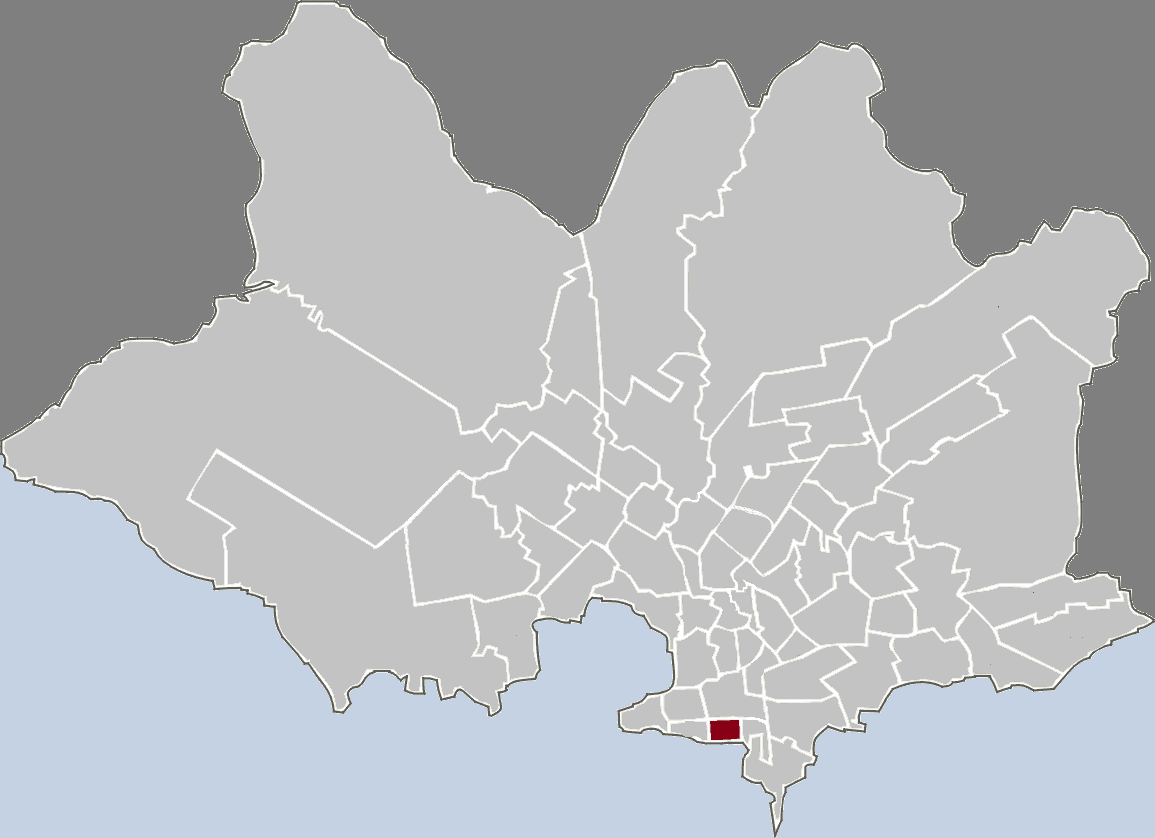
Lage von Palermo in Montevideo

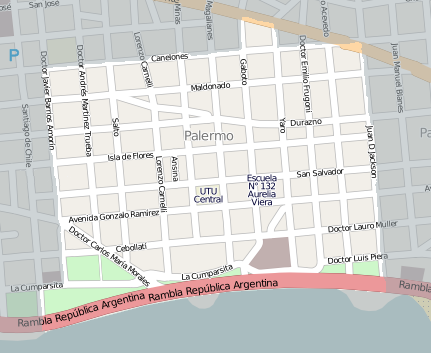
Plan Palermos

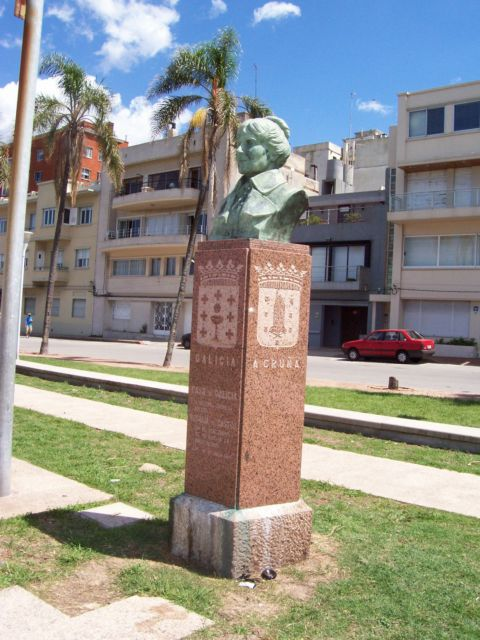
Denkmal der Rosalía de Castro am Plaza Galicia in Palermo

Palermo ist ein Stadtviertel (barrio) der uruguayischen Hauptstadt Montevideo.

## Lage
Es befindet sich im Süden der Stadt an der Küste des Río de la Plata. Westlich grenzt es an den Stadtteil Barrio Sur, im Norden liegt das Viertel Cordón. Begrenzt wird Palermo im Süden durch die an der Küste entlang führende Rambla República Argentina. Im Osten bildet die calle Jackson die Grenze des barrios. Dort beginnt der Stadtteil Parque Rodó. Das Gebiet Palermos ist dem Municipio B zugeordnet.

## Etymologie und Geschichte
Der Name von Palermo ist auf die gleichnamige italienische Stadt zurückzuführen, was wiederum daraus resultiert, das sich dort eine große Zahl Einwanderer niederließ, die bis in die ersten Jahrzehnte des 20. Jahrhunderts in die Stadt kamen. Palermo dient ärmeren Bevölkerungsschichten zu Wohnzwecken. Eine verbreitete Wohnform waren hier lange Zeit die sogenannten montevideotypischen Conventillos und Inquilinatos. Gemeinsam mit dem Barrio Sur bildet Palermo das Zentrum der karnevalistischen Aktivitäten der Nachkommen von Einwanderern ostafrikanischer Herkunft und gilt als Wiege des Candombe.

## Infrastruktur und Sehenswürdigkeiten
Im Stadtteil befindet sich der Sitz der Universidad del Trabajo del Uruguay (UTU) in der Calle San Salvador, sowie  derjenige der Lateinamerikanischen Integrationsvereinigung ALADI und die Botschaft der Vereinigten Staaten.

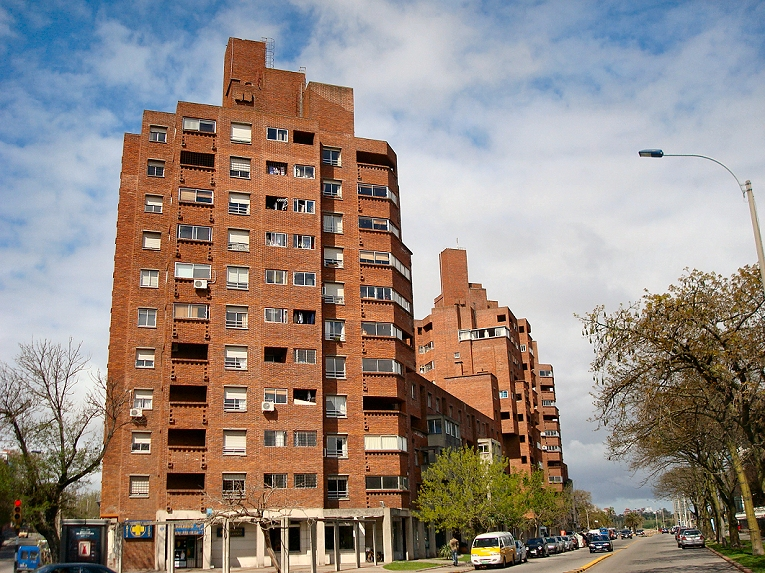
Conjunto Habitacional Rambla in Palermo

## Weiterführende Literatur
- "Los conventillos de barrio Sur y Palermo: mucho más que casas de inquilinato" von Alejandrina da Luz (spanisch)